# Pałac Potockich w Warszawie
Pałac Potockich, także pałac Czartoryskich – zabytkowy pałac znajdujący się w Warszawie przy ul. Krakowskie Przedmieście 15. Siedziba Ministerstwa Kultury i Dziedzictwa Narodowego.

## Opis
Przed rokiem 1643 w miejscu obecnego pałacu wzniesiono drewniany dwór należący do Kacpra Denhoffa. Został on spalony podczas potopu szwedzkiego, a na jego miejscu ok. 1669 r. wystawiono murowany dwór dla Ernesta Denhoffa.
W 1731 roku książę August Aleksander Czartoryski poślubił Zofię z Sieniawskich Denhoffową i został współwłaścicielem dworu Denhoffów. W roku 1760 dwór ten został przekształcony przez rodzinę Czartoryskich w pałac w stylach późnobarokowym i rokokowym.  Później właścicielką na drodze spadkowej została Izabela Lubomirska (z Czartoryskich). Na jej zlecenie niektóre wnętrza pałacu przebudowano w stylu klasycystycznym według projektu Szymona Bogumiła Zuga. W roku 1799 pałac przeszedł w ręce córki Lubomirskiej – Aleksandry, żony Stanisława Kostki Potockiego. 
Po roku 1824 pałac, zamieszkiwany sporadycznie przez właścicieli, zaczął pełnić funkcje dochodowe. Jego pomieszczenia były wynajmowane przez osoby indywidualne, sklepy, składy i różnego rodzaju firmy.
W latach dwudziestych XIX wieku w bocznej oficynie pałacu mieszkał Julian Ursyn Niemcewicz. Jednym z jego mieszkańców był także szef tajnej rosyjskiej policji Nikołaj Nowosilcow. W czasie swoich pobytów w Warszawie w pałacu zatrzymywała się Maria Kalergis. W latach 1915–1918 rezydował tam hrabia Bogdan Hutten-Czapski.
Od roku 1857 w pawilonie na rogu Krakowskiego Przedmieścia i Czystej (obecnie Ossolińskich) mieściła się księgarnia Gebethnera i Wolffa.
W 1881 roku na wydzierżawionym przez Gracjana Ungra dziedzińcu pałacu wzniesiono pawilon wystawienniczy zaprojektowany przez Leandra Marconiego. Był on wykorzystywany na wystawy malarstwa, m.in. tam po raz pierwszy wystawiono Hołd pruski oraz (po raz drugi w Warszawie) Bitwę pod Grunwaldem Jana Matejki. W 1884 roku Towarzystwo Zachęty Sztuk Pięknych przeniosło do pawilonu (z Muzeum Przemysłu i Rolnictwa) swoją wystawę. Zasłaniającą główny korpus budynku budowlę rozebrano w 1896.
Pałac pozostawał własnością Potockich herbu Pilawa do roku 1945. W okresie międzywojennym w dalszym ciągu był wynajmowany, m.in. swą siedzibę miały w nim Brytyjska Misja Wojskowa (1923), poselstwo Szwecji (1923–1927) i ambasada Stanów Zjednoczonych (1932). W kordegardzie mieścił się sklep Braci Łopieńskich.
Podczas obrony Warszawy we wrześniu 1939 pałac został nieznacznie uszkodzony. Należące do Potockich zbiory dzieł sztuki przewieziono do gmachu Muzeum Narodowego. 
Pałac został spalony przez Niemców w sierpniu roku 1944. Zniszczeniu uległy m.in. elewacja ogrodowa i bogato dekorowane wnętrza. Zniszczenia architektury pałacu przekraczały 60%.
Odbudowany ze zniszczeń wojennych w latach 1948–1949 w formie z końca XVIII wieku, stał się siedzibą Ministerstwa Kultury i Sztuki (obecnie Ministerstwa Kultury i Dziedzictwa Narodowego). 
W 1965 roku pałac został wpisany do rejestru zabytków.

## Galeria

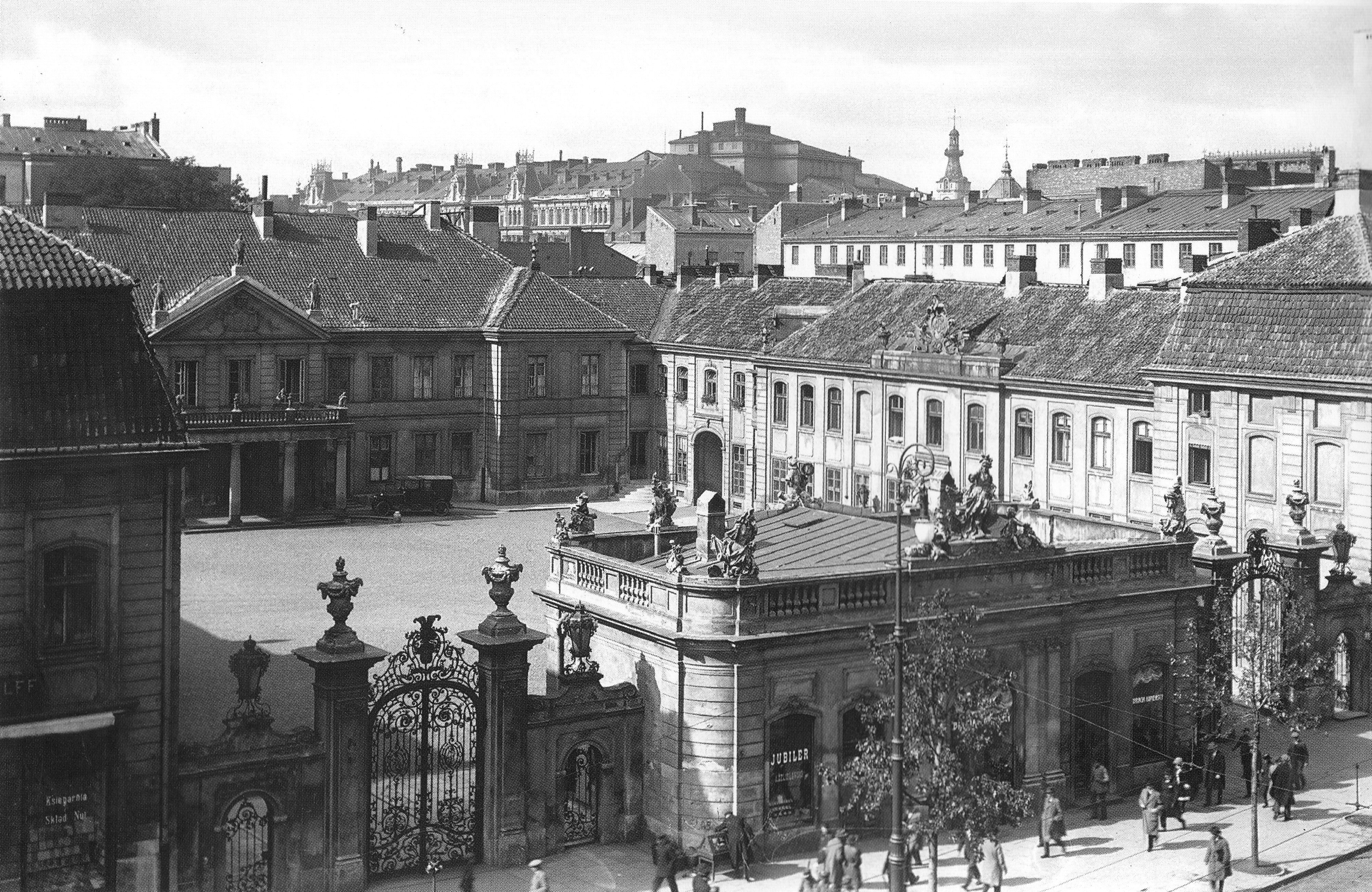
Pałac Potockich ok. 1930
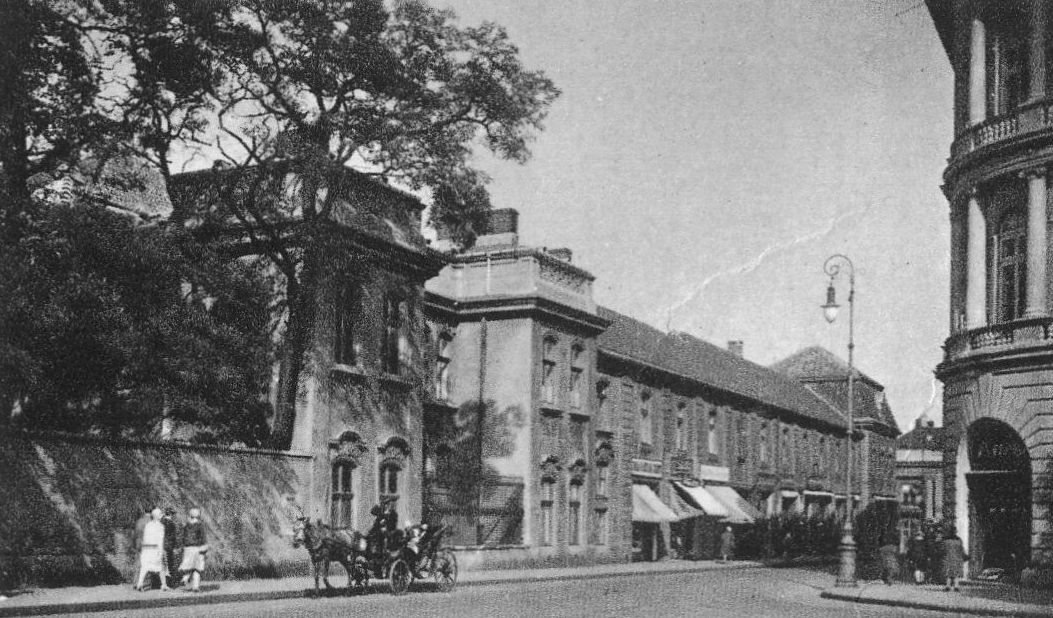
Pałac przed 1939, widok od strony ul. Ossolińskich
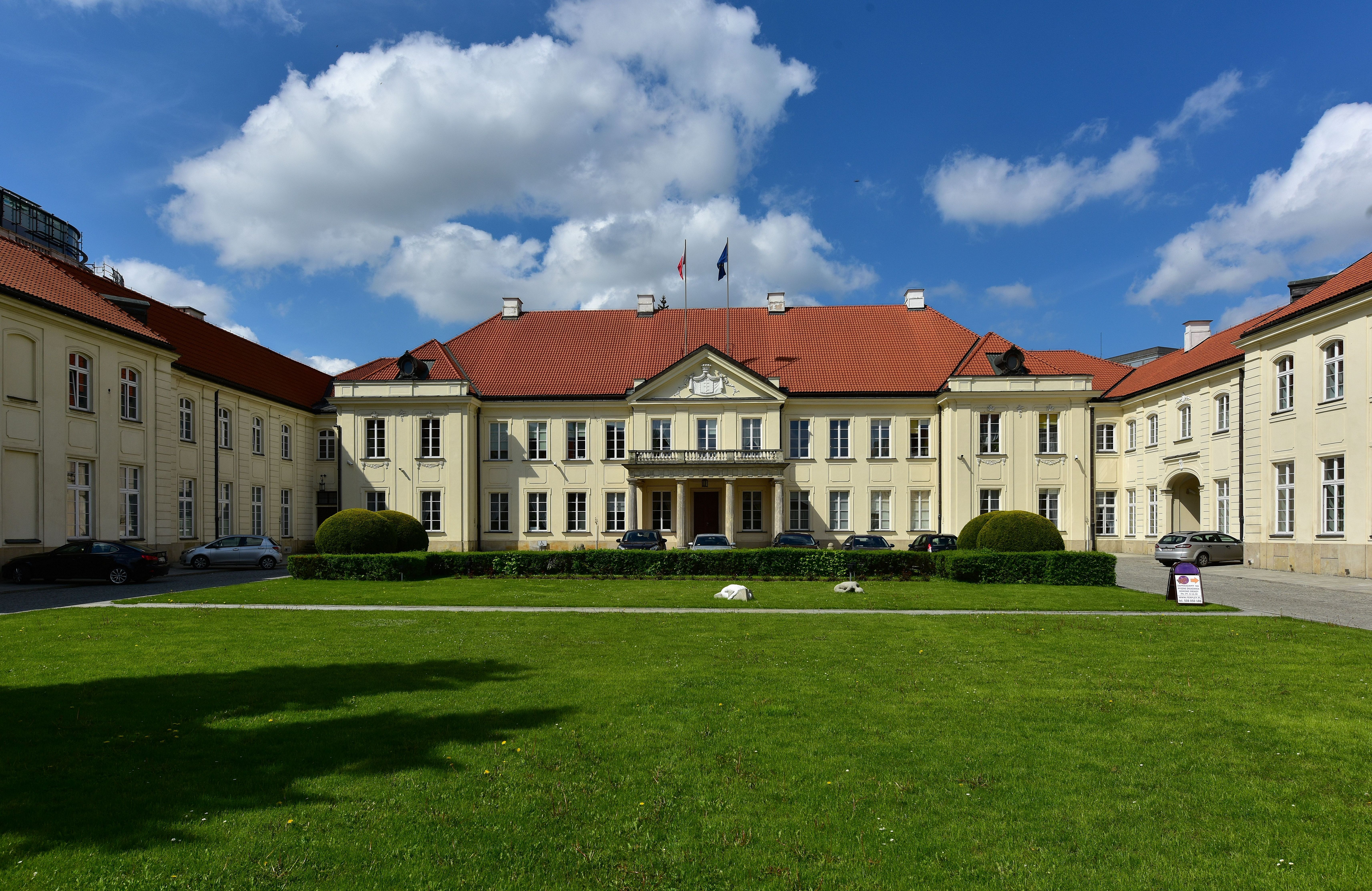
Korpus główny pałacu
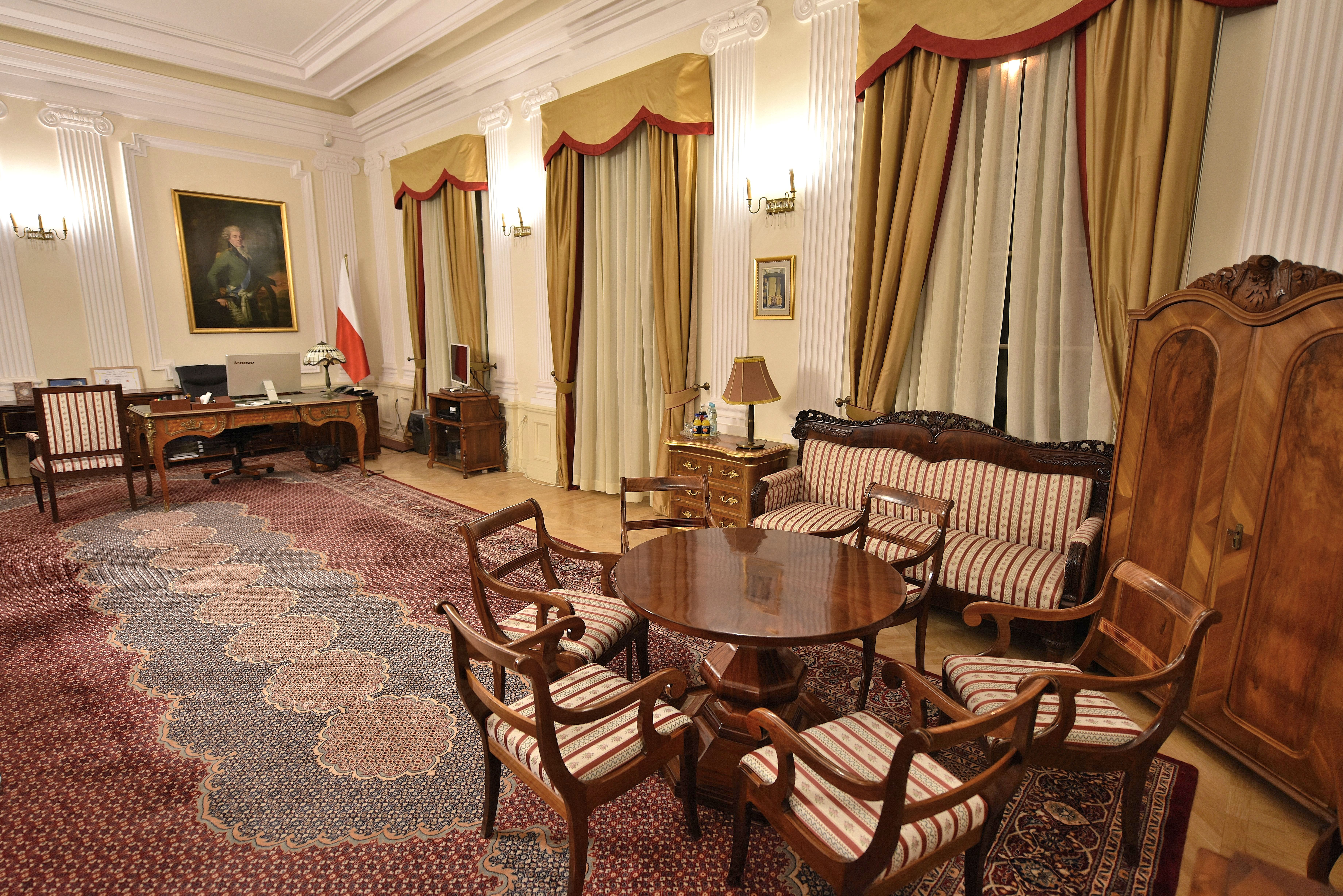
Gabinet ministra na parterze korpusu głównego